# サイン・ジーン/初代ろう者スーパーヒーロー
『サイン・ジーン 初代ろう者スーパーヒーロー』（Sign Gene: The First Deaf Superheroes）は、2017年制作のイタリアとアメリカ合衆国のスーパーヒーロー映画。
エミリオ・インソレラとカローラ・インソレラ、ベン・バアン、馬場博史、ウンベルト・インソレラ主演。
本編は、突然変異した遺伝子を持つ日本人ろう者による、不可解な事件の調査のため、ニューヨークから日本へ派遣された、突然変異による強力な遺伝子を持つ2人のエージェントの物語である。彼らの様な変異遺伝子を持つ者は、手話により超能力を発揮する。
2017年9月8日にミラロンドンでプレミア上映され、2018年4月13にアメリカなど、2018年9月8日日本で公開された。

## ストーリー
トム・クレークは何代にも渡る”ろう”一家の出身で、２世紀以上前に手話をアメリカへ持ち込んだフランス人科学者ローラン・クレークの末裔である。トムはSGx29という強力な変異遺伝子サイン・ジーンを持ち、ニューヨークにあるQ.I.A”クインパー諜報機関”（国防総省に所属するサイン・ジーン保有者で構成される秘密結社）に所属している。トムは手話を使うことによって超能力を発揮する。トムの実の弟である、宿敵ジャクソン・クレークが組織する秘密結社1.8.8.0.はサイン・ジーンの抹殺を企てており、この組織との数年間に渡る激闘の末にトムは多くの能力を失ってしまった。
Q.I.Aのトップ、ヒュー・デニソンはトム・クレークと同僚のケン・ワンを、突然変異遺伝子を持つ日本人ろう者による不可解な事件を調査する為、ニューヨークから大阪へ派遣した。危険なギャングとの激戦を通して、トムは力を永遠に失わない方法を学ぶ。

## キャスト
| 役名                           | 俳優                   | 解説 |
| トム・クレーク Tom Clerc       | エミリオ・インソレラ   | 何世代にもわたる”ろう家系”に生まれ、アメリカの“ろう伝道師”ローラン・クレークの末裔。トムは強力なサインジーン変異であるSGx29遺伝子を持つ。QIAに勤務している。 |
| ケート・マシュー Kate Massieu  | カローラ ・インソレラ  | トムのガールフレンド。 |
| ヒュー・デニソン Hugh Denison  | ベン・バアン           | クインパールインテリジェンスエージェンシーの親玉。 |
| ジャックス・クラーク Jux Clerc | ウンベルト・インソレラ | トム クラークの兄弟で悪党で、ろう者に関わらずサインジーンを抹殺するために組織された悪の組織1.8.8.0. の代表である。                                           |
| 不破 辰巳                      | 馬場博史               | 不破遺伝工学研究所を運営する日本のギャング集団のボス。 |
| ケン・ワン Ken Wong            | ダニー・ゴン           | トムクラークのクインパールインテリジェンスエージェンシーの同僚。                                                                                             |
| ボディガー The Bodyguard       | ボディガー             | 不破 辰巳のボディガー。 |

## 用語

### サイン・ジーン遺伝子
３００あるろうに関する遺伝子のうち２９のみがサイン・ジーンと呼ばれる突然変異遺伝子である。この遺伝子をもつろう者は手話を使うことによってスーパーパワーを操ることができる。例えば、「閉める」と手話を使えばドアが閉まる。また、「武器」という手話によりは実際に手を武器へと変換し、使用することができるなど、秘めた力を使用することが可能である。

## 製作

### 製作過程
サイン・ジーンは日本、アメリカ、イタリアにて撮影された。元は短編映画として始まったのだが、すぐに参加したいという者が殺到。その為、インソレラは脚本を書き直して長編の映画へと変更したのだった。出演者は皆人伝てに集まり、特にインソレラはネイティブの手話話者を探していた。映画はクエンティン・タランティーノとロバート・ロドリゲスのグラインドハウスのようなスタイルにて描かれている。

### 歴史・文化・言語学の引用
映画サイン・ジーンの中ではろうの歴史・文化そして言語学を引用している場面が数多くある。例えば、Q.I.A（クインパールインテリジェンスエージェンシー）のクインパーとは手話言語学の5つの音韻要素：手の形、動き、位置、方向、非手動的な信号を意味している。エージェントのトム・クレークの苗字は、手話をアメリカへ持ち込んだろう教育者ローレント・クレークから取った。また悪の組織1.8.8.0.は学校での手話使用を禁止する決議を行ったイタリアのミラノ会議にちなんでいる。その他にアレクサンダー・グラハム・ベルやジャン・マシューのような人物も映画の中で使用されている。

## 公開
ワールドプレミアは2017年9月8日にミラノにて行われ、14日にはUCIシネマにて上映された。アメリカでは2018年4月13日に公開された。

### 反響
サイン・ジーンは良好的な評価を得ています。ロサンゼルス・タイムズ紙ではMichael Rechtshaffen氏がこの映画は「フレッシュでユニークな映画内容であり、早いテンポの中で手話とアクションがろう者キャストにより進められている。そして音響と映像効果と組み合わさり、力強さを生み出している」と評価している。イタリアの日刊紙「Avvenire」は「映画は特に日本の映画や漫画などに慣れている若者世代に特に人気を得るだろう」と掲載。ファッションフィルムASVOFFにGiorgiaCantariniは「映画内容はとても複雑で興味深い。音響システムは重要な場面を予測不可能にさせ、観ている者を圧倒させる。テンポの早いこの映画の活気と力強さに驚かされるにん違いない」と述べている。イタリアの日刊紙コリエーレ・デラ・セラにMichela Trigariは想像力を捉えるサイエンスフィクション映画であり、目に見えないものを目に見えるようにする媒体としての「実験的な映画」であると評価している。